# Xã Princeton, Quận Dallas, Arkansas
Xã Princeton (tiếng Anh: Princeton Township) là một xã thuộc quận Dallas, tiểu bang Arkansas, Hoa Kỳ. Năm 2010, dân số của xã này là 152 người.